# Монтефранко
Монтефранко (итал. Montefranco) — коммуна в Италии, располагается в регионе Умбрия, в провинции Терни.
Население составляет 1286 человек (2008 г.), плотность населения составляет 127 чел./км². Занимает площадь 10 км². Почтовый индекс — 5030. Телефонный код — 0744.
Покровителями коммуны почитаются святой апостол Пётр и Бернардин Сиенский, празднование 29 апреля и 20 мая.

## Демография
Динамика населения:

## Администрация коммуны
- Официальный сайт: